# Sebasmia testacea
Sebasmia testacea là một loài bọ cánh cứng trong họ Cerambycidae.